# Peter Kropotkin
Pjotr Aleksejevitj Kropotkin (russisk: Пётр Алексе́евич Кропо́ткин, tr. Pjotr Alekséjevitj Kropótkin; født 9. december 1842 i Moskva, død 8. februar 1921 i Dmitrov) blev født i en adelig familie, hvis overhoved var titulær fyrste af Smolensk. Efter sin militæruddannelse drog han til Sibirien. Dele af Sibirien var endnu uudforsket, og Kropotkin gjorde nogle vigtige geografiske og antropologiske opdagelser.
Men han besluttede sig for at give afkald på videnskaben, og i 1872 drog han til Schweiz, hvor han kom i kontakt med Juraføderationen. Kropotkin gik ind i Første Internationale og støttede her Juraføderationen, som repræsenterede Internationale libertære og føderatives fløj.
Efter en opfordring fra James Guillaume i Juraføderationen drog han tilbage til Rusland for at propagandere i sit hjemland. Det førte til, at han blev arresteret, og i 1876 gennemførte han en dramatisk flugt. Tilbage i Schweiz grundlagde Kropotkin tidsskriftet Le Révolté (Oprøreren). Da han blev udvist fra Schweiz i 1881, drog han til Paris og videreførte tidsskriftet nu under navnet La Révolte (Oprøret). Bogen Paroles d'un Révolté (En oprørers ord) fra 1885 er baseret på artikler fra disse tidsskrifter.
I 1882 blev Kropotkin arresteret i Lyon. Han blev dømt for at tilhøre Internationale, til trods for at den offentlige anklager måtte indrømme, at Internationale ikke længere eksisterede! Kropotkin sad fængslet til 1886. Han blev løsladt og drog til England. Her skrev han i 1887 bogen In Russian and French Prisons (I russiske og franske fængsler).
Han var der med til at stifte tidsskriftet Freedom, som viste sig at være det eneste varige centrum for engelsk anarkisme. I England levede Kropotkin et roligere liv. Han skrev artikler og bøger, diskuterede og dyrkede sin have. Hans interesse for landbrug har sat sit præg på Fields, Factories and Workshops (Marker, fabrikker og værksteder).
Et af hans vigtigste værker er La Conquête du Pain (Erobringen af brødet), som han først fik udgivet i Paris i 1892 og handler om økonomiske værdi- og arbejdsteorier. I 1899 udkom Kropotkins selvbiografi Memoirs of a Revolutionist (En anarkists erindringer). I sit kendte værk Mutual Aid (Gensidig hjælp som en evolutionær faktor) fra 1902 giver han videnskabelig argumentation for sit synspunkt om, at et hvert samfund er baseret på og udvikler sig ved samarbejde (i en polemik mod T.H. Huxleys vulgærdarwinisme). Under første verdenskrig fik Kropotkins anti-tyske holdning ham til at støtte de allierede i kampen mod tyskerne. Det førte til, at han blev isoleret fra det store flertal af anarkister. Da revolutionen i Rusland brød ud i 1917, drog Kropotkin tilbage dertil, men han havde ingen mulighed for at påvirke udviklingen.
Kropotkin døde i 1921, mens han arbejdede med bogen Ethics (Etik). Over en halv million fulgte ham til graven. Det var sidste gang, sorte anarkistiske flag og bannere vajede i Sovjetunionen.
Kropotkins værker Gensidig hjælp, Erobringen af brødet og hans selvbiografi, der på dansk har fået titlen En anarkists erindringer (oversat af Emmy Drachmann) blev udgivet på dansk 1898-1906. Gensidig Hjælp blev genudgivet i 2002 på forlaget Introite.

## Kropotkins tekster på internettet
- (Kropotkins tekster på Anarchy Archives) (engelsk)
- Peter (Pjotr) Kropotkin Arkiveret 9. februar 2011 hos  Wayback Machine Indeholder Kropotkins danske online- og trykte tekster. (Modkraft.dk)